# Martyrion

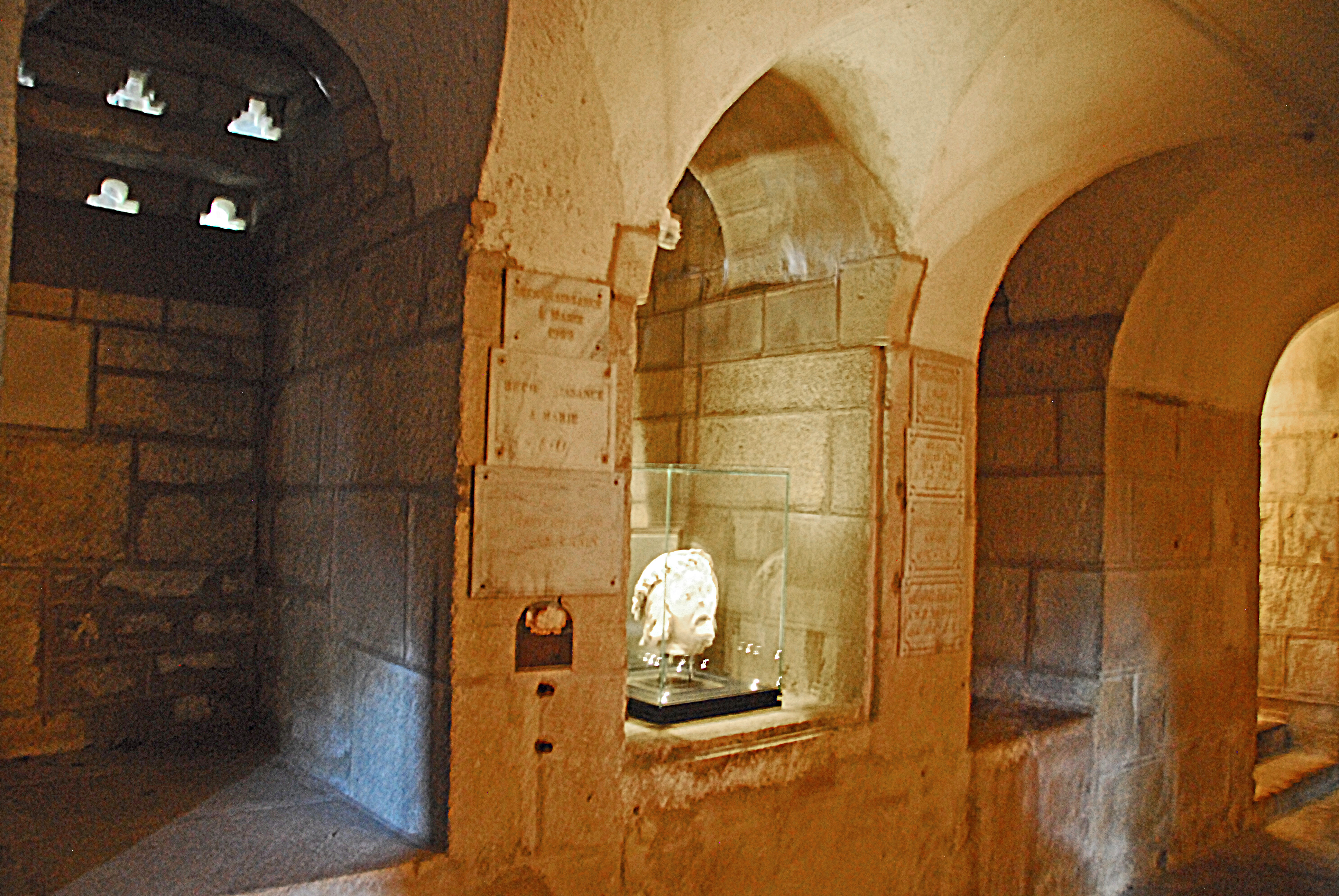
Saint-Saturnin (Puy-de-Dôme), Martyrion

Das Martyrion, auch Martyrium (griechisch/lateinisch, Plural Martyria, „Qual, Zeugnis“) ist ein Bauwerk oder Teil eines Bauwerks an einem Ort, der mit dem Leben oder der Reliquie eines Märtyrers in enger Beziehung stand oder steht. Diese Orte können Gräber, Grabeskirchen, Krypten und Mausoleen sein. Sie befinden sich vor allem in Palästina, Syrien, Armenien, Kleinasien und Europa. Zu den bekanntesten Martyria gehören die Geburtskirche Christi in Bethlehem, die Grabeskirche in Jerusalem und der Petersdom in Rom.

## Bauten
Dem Begriff Martyrion ist kein einheitlicher Bautyp zuzuordnen, allerdings finden sich in der frühchristlichen Architektur zunächst überwiegend freistehende oder an Basiliken angebaute Zentralbauten, in deren Mitte die eigentliche Verehrungsstätte liegt, prominente Beispiele hierfür sind die Grabeskirche in Jerusalem oder das Grab des Apostels Phillip in Hierapolis (Kleinasien).
In mittelalterlichen Kirchen gibt es häufig unter dem Chor eine Krypta, in deren Westwand unter der Chortreppe eine oder mehrere tresorartige Nischen ausgespart sind, die mit Gittern zu verschließen waren oder noch sind. In den Chorstufen findet man häufig schlitzartige Durchlässe, durch die man in diese Nischen hineinsehen konnte bzw. kann. Diese Nischen enthielten im Mittelalter die Reliquien der Kirche, wertvolle Gegenstände zur Feier der Gottesdienste und auch Skulpturen von Heiligen. Diese Nischen bzw. die gesamte Krypta bildeten das Martyrion. Darin brannten stets Kerzen, und die Gläubigen konnten die Heiligen unmittelbar in der Krypta verehren. Wenn die Krypta aus Sicherheitsgründen verschlossen war, konnten die Gläubigen zu den Reliquien durch die Öffnungen in der Treppe Kontakt aufnehmen.
Beispiele finden sich in den französischen Kirchen Notre-Dame d’Orcival, St-Saturnin (Puy-de-Dôme), St-Austremoine d’Issoire und Notre-Dame-du-Port de Clermont-Ferrand.
Sehr selten war auch die Chorapsis das Martyrion. In solchen Fällen gab es in deren Wand eine „fenestella“, eine kleine Öffnung, durch die die Gläubigen den Reliquien, die in der Apsis ausgestellt waren, nahe sein konnten. Siehe Kirche von Civaux. 

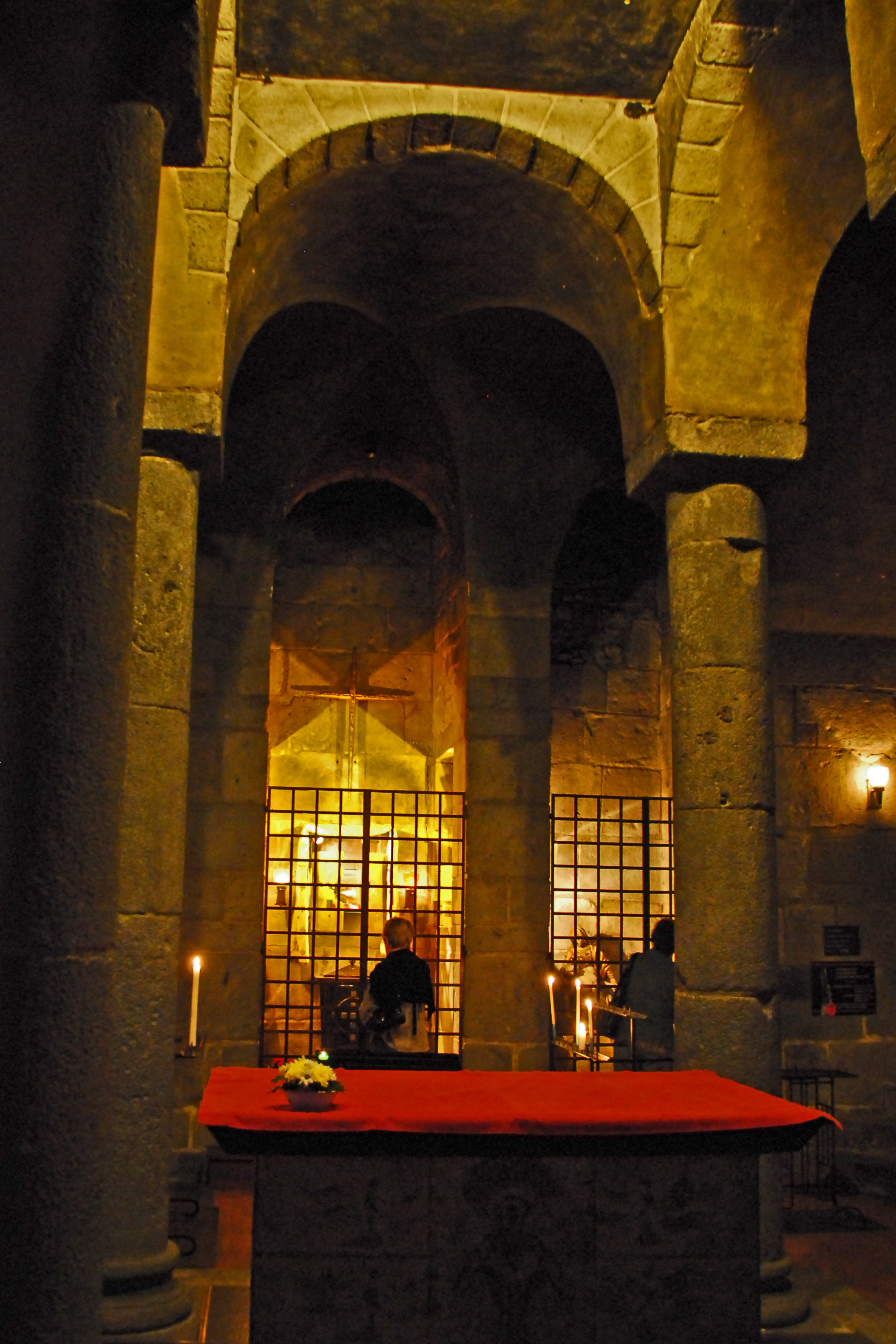
Notre-Dame d’Orcival, Krypta, Martyrion
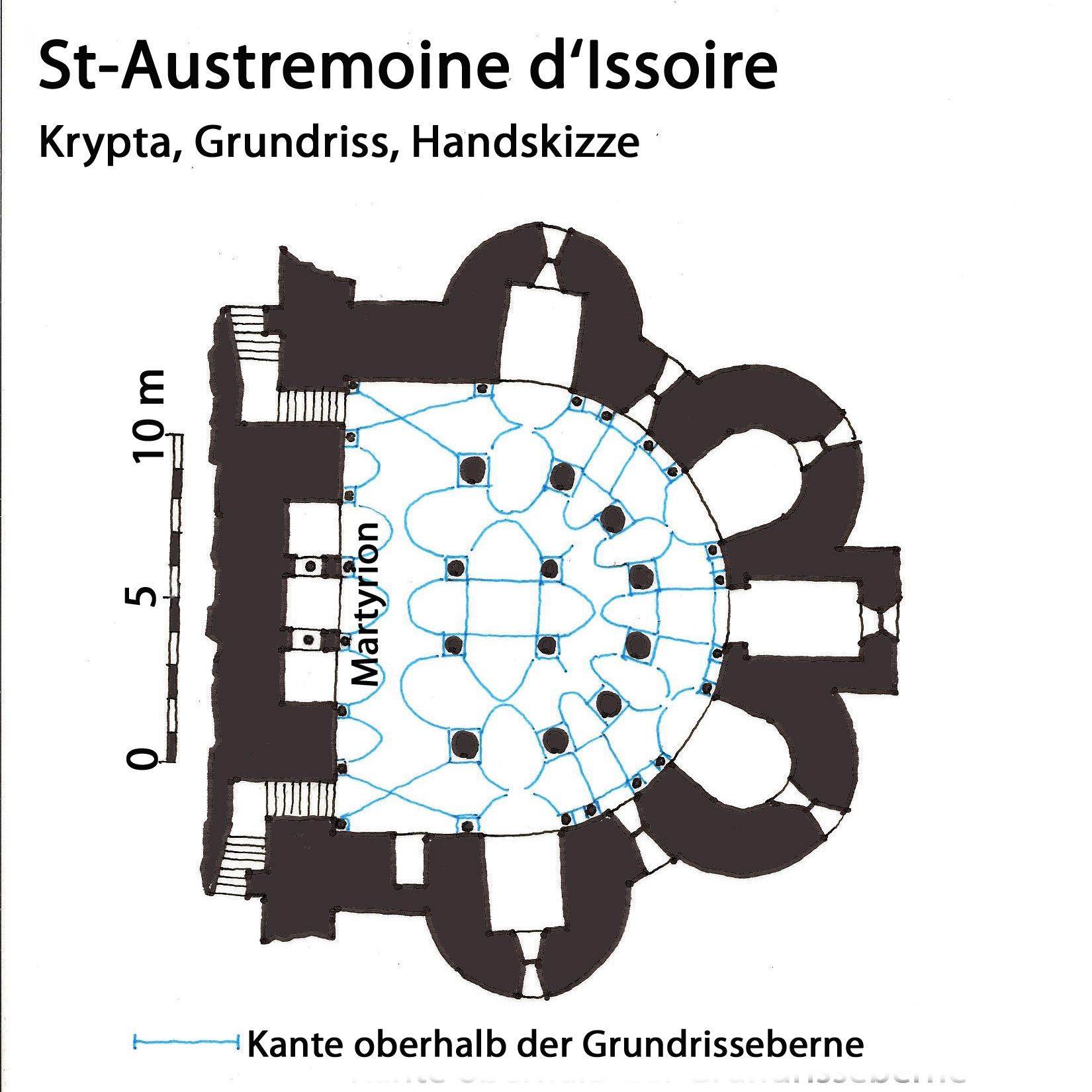
St-Austremoine d’Issoire, Krypta, Grundriss
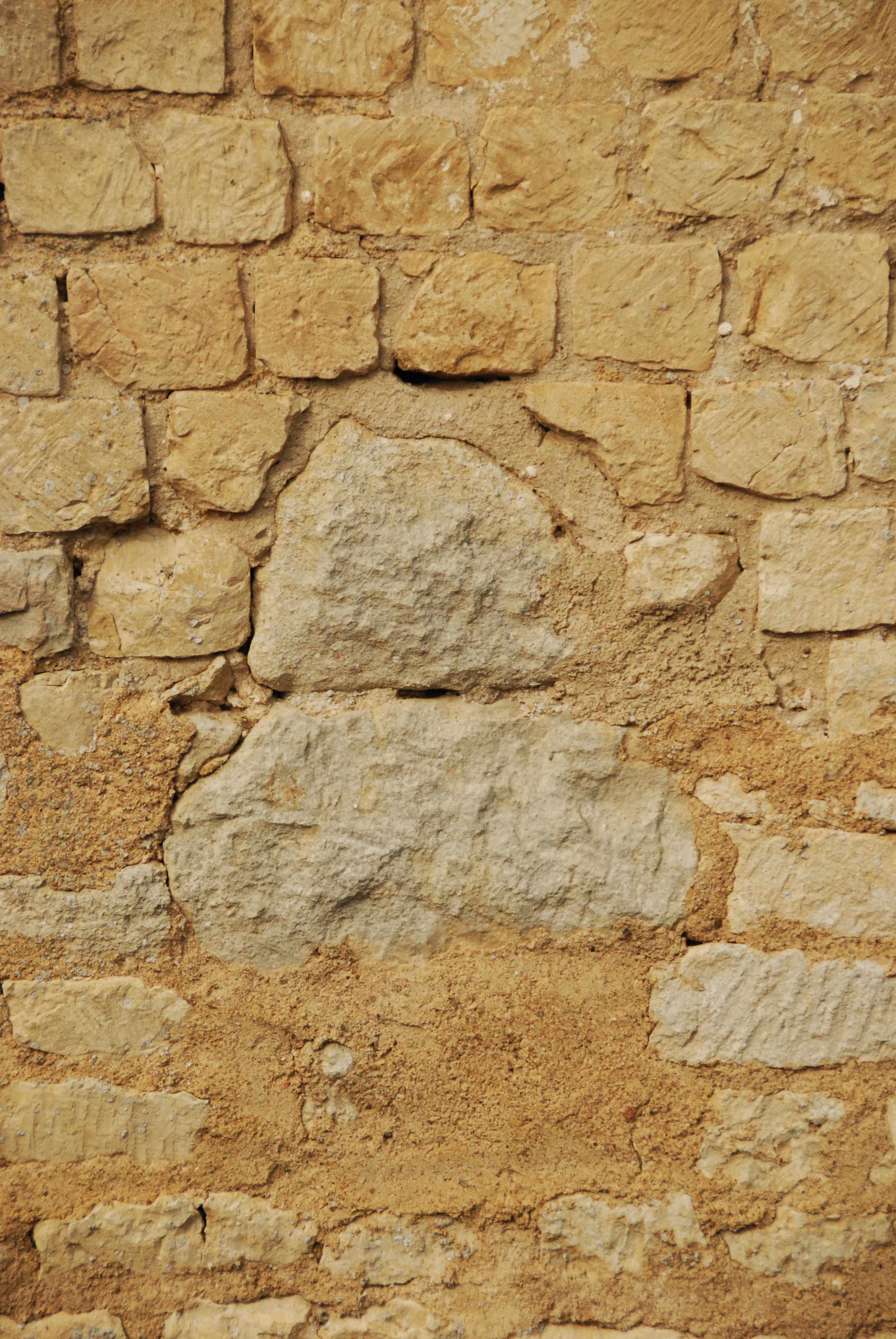
Civaux, Chor, ehem. „fenestella“